# Windows Odyssey
A Windows Odyssey a Microsoft Windows operációs rendszer egy verziójának kódneve, amelyet a Windows 2000 utódjának terveztek, de abbahagyták a fejlesztését. Később a Windows Neptune-nal kombinálva létrehozták a Windows XP-t.

## Fejlesztés
A Windows Odyssey célja az üzleti központú Windows 2000 felváltása volt. A fejlesztés 1999-ben kezdődött, és a Windows 2000-en alapult. A Windows Odyssey verziószáma még mindig ismeretlen, nem ellenőrzött források szerint Windows NT 6.0. A Windows Odyssey számára tervezett szolgáltatások az új Activity Center és az új felhasználói felület voltak.  A magas hardverigény miatt, valamint mert a Windows Odyssey és a felhasználó központú Windows Neptune ugyanarra a rendszerkódra alapult, a Microsoft a hatékonyság érdekében Whistler néven összevonta őket, ebből lett a Windows XP. A Windows Odyssey-nek semmilyen változata nem szivárgott ki a Microsofttól, mert a termék soha nem lépte túl a tervezési szakaszt.
Bizalmas dokumentumok szerint a Windows Odyssey valóban fejlesztés alatt állt.